# Ewa Lach
Ewa Lach (ur. 17 kwietnia 1945 w Krakowie) – polska pisarka, autorka książek dla dzieci i młodzieży.

## Życiorys
Córka Teodozji z Kownackich i Józefa Lacha. Od 1952 uczyła się w szkole podstawowej w Bystrej Śląskiej pod Bielskiem-Białą. W 1959 zaczęła naukę w Liceum Ogólnokształcącym im. M. Kopernika w Bielsku-Białej. W 1961 wydała pierwszą powieść Zielona Banda. Po maturze w 1963 rozpoczęła studia na kierunku filologii polskiej na Uniwersytecie Jagiellońskim i w 1971 uzyskała magisterium. 

## Życie prywatne
W 1971 poślubiła poetę - Jerzego Gizellę, z którym ma trzy córki. Najmłodsza - Marta Haug jest amerykańską aktorką i reżyserką.
W 1987 wraz z mężem wyemigrowała do  Stanów Zjednoczonych. Mieszkała w Illinois i Alabamie. W 2004 wróciła do Polski.

## Nagrody i wyróżnienia
- W 1985 otrzymała nagrodę Prezesa Rady Ministrów za całokształt twórczości.

## Twórczość literacka
- 1961: Zielona banda
- 1962: Kosmohikanie
- 1963: Na latającym dywanie
- 1968: Kryptonim Czarna morwa
- 1971: Ekspres na koniec świata
- 1972: Klub Kosmohikanów
- 1975: Przygrywka
- 1981: Andrzejki
- 1984: Zemsta rodu Sawanów
- 1986: Imieniny babci Józefiny
- 1987: Pępek węża
- 1988: Romeo, Julia i błąd szeryfa
- 1989: Zielona gwiazdka pomyślności
- 2018: Witaj, jutro cię porzucę